# Darko Karadžić
Darko Karadžić (Nikšić, 1989. április 17. –) montenegrói labdarúgó.

## Pályafutása

### Klubcsapatban
Karadžić a montenegrói FK Sutjeska Nikšić akadémiáján nevelkedett. 2009-ben két élvonalbeli mérkőzésen lépett pályára a Videoton színeiben. 2010 és 2016 között több montenegrói élvonalbeli csapatban is megfordult (OFK Titograd Podgorica, FK Mornar Bar, FK Čelik Nikšić). 
Karadžić 2016-ban vonult vissza a profi labdarúgástól.

### A válogatottban
Karadžić tagja volt a 2006-os U17-es labdarúgó-Európa-bajnokságon szerepelt Szerbia és Montenegró-i csapatnak.